# Листопад, Матвей Федосеевич
Матве́й Федосе́евич Листопа́д (18 августа 1903, Ровно — 29 декабря 1963, Москва) — советский скульптор. Заслуженный деятель искусств Кабардинской АССР (1951).

## Биография
Матвей Листопад родился 18 августа 1903 года в городе Ровно в бедной крестьянской семье. Когда Матвею было 7 лет, умер его отец. Матвей ходил в церковно-приходскую школу, где выучился грамоте, но спустя год вынужден был оставить учёбу, чтобы зарабатывать на пропитание (у его матери было ещё трое маленьких детей). Вместе с матерью батрачил: копал картошку, полол грядки, веял просо. В возрасте 10 лет устроился в слесарную мастерскую, где работал с 7 утра до 11 вечера наравне со взрослыми. Затем вновь батрачил вместе с матерью. Также работал сапожником.
В 1915 году, после немецкого наступления в ходе Первой мировой войны, в Ровно скопилось много беженцев. Начались эпидемии тифа, дизентерии и холеры, от чего люди массово умирали. Мать и сестра Матвея тоже заболели и их увезли. С тех пор он их больше не видел.
В 1916 году Красный крест вывез беспризорных детей из Ровно в Москву. Среди них был и Матвей Листопад. Из Москвы беспризорников разослали по разным городам России, и Матвей попал в рязанский дом призрения. После Октябрьской революции его преобразовали в детский дом, и детей начали обучать. В этот период Матвей увлёкся рисованием. Его первые рисунки экспонировались в 1917 году на выставке работ воспитанников Трудовой коммуны. В возрасте 14 лет он вылепил своё первое скульптурное произведение — бюст А. С. Пушкина. Первые уроки лепки и рисования ему давал в детском доме художник Я. Я. Калиниченко.
В 1921 году Матвей Листопад поступил в московский ВХУТЕМАС на скульптурный факультет. Учился у А. М. Лавинского, затем у И. М. Чайкова, С. Ф. Булаковского и И. С. Ефимова. В 1927 году окончил вуз и был оставлен в аспирантуре. За дипломную работу — барельефы «1905 год» и «Октябрьская революция» — был премирован заграничной командировкой в Италию, но из-за нехватки средств воспользоваться ей не смог. С этими барельефами он впервые принял участие в выставке молодых художников в 1928 году. Вступил в Ассоциацию художников революции. Примерно в это же время Матвей Листопад познакомился с гостившим в СССР мексиканским художником Диего Риверой.
В 1927 году начал преподавательскую деятельность в Ярославском художественно-педагогическом техникуме, где вёл классы скульптуры и рисунка. С 1928 года работал доцентом скульптурного факультета Ленинградского института изобразительных искусств. 29 июля 1933 года был освобождён от работы в институте, после чего переехал в Москву. Преподавал на факультете скульптуры Московского художественного института имени В. И. Сурикова. Был членом правления и секретариата Московского Союза советских художников, членом художественных советов, председателем скульптурной секции МОСХа.
В 1943 году сначала ушёл на фронт Великой Отечественной войны вместе с художниками студии имени М. Б. Грекова. Служил в звании лейтенанта-артиллериста. Был награждён медалью «За победу над Германией в Великой Отечественной войне 1941—1945 гг.». Работал в Студии военных художников имени М. Б. Грекова с 1945 по 1948 год.
Жил в Москве (Орлово-Давыдовский пер., д. 5). Работал в мастерской в районе Малой Грузинской улицы (Зоологический пер., д. 12; снесена). Скончался 29 декабря 1963 года после тяжёлой болезни. Похоронен на Ваганьковском кладбище.

## Творчество

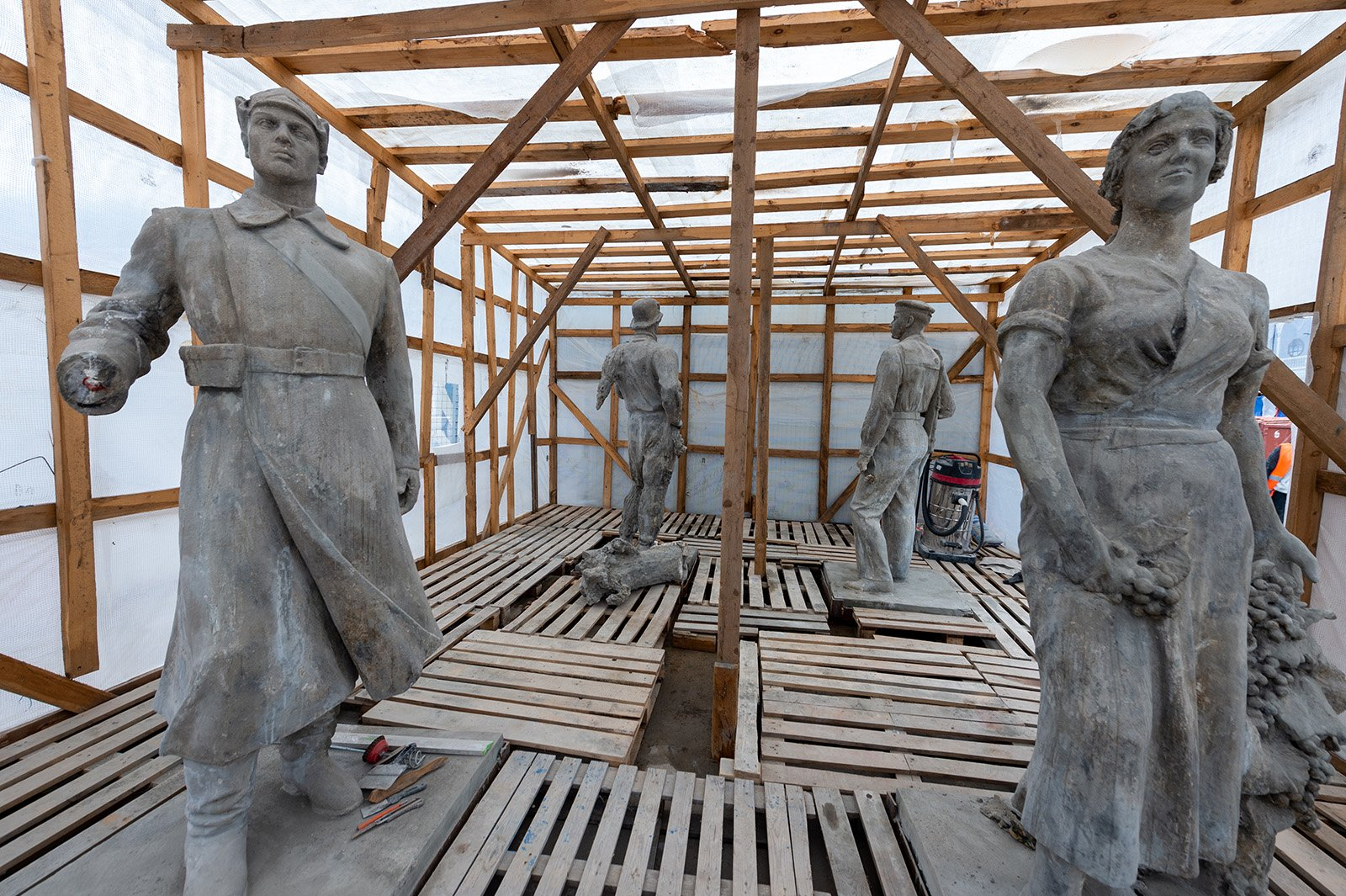
«Колхозница-южанка» (справа) во время реставрации

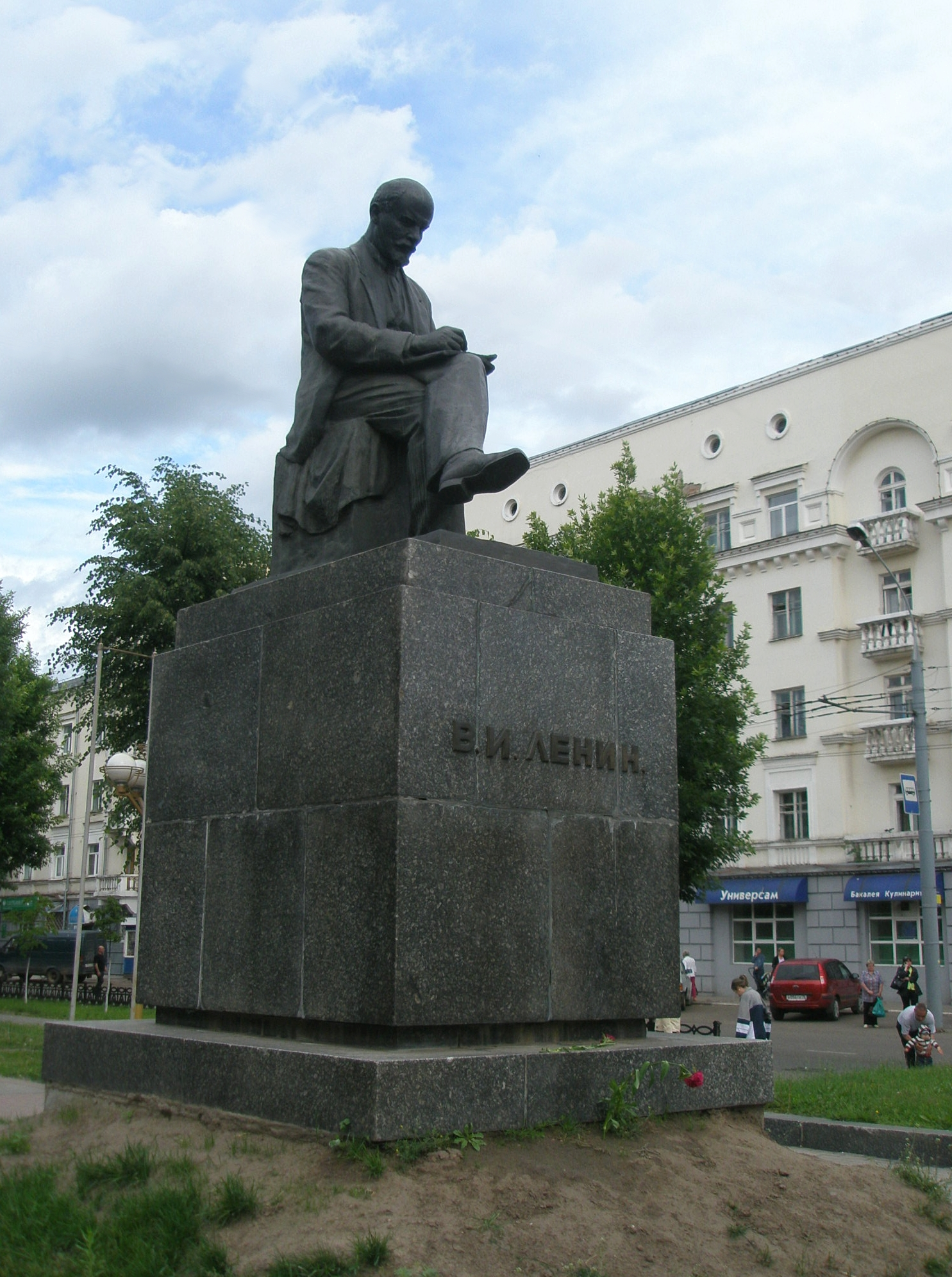
Памятник В. И. Ленину в Ярославле

Во время учёбы во ВХУТЕМАСе увлекался египетской и ассирийской скульптурой и современными французскими скульпторами (А. Майоль и А. Бурдель). По утверждению искусствоведа Анатолия Вендта, ранние работы Матвея Листопада выполнены под влиянием дореволюционных течений в искусстве. В частности, в скульптуре «Гребцы» заметен налёт архаики, связанный, предположительно, с влиянием школы А. Т. Матвеева. В дальнейшем Листопад стал приверженцем реализма.
Выполненный Матвеем Листопадом в 1929 году бюст писателя И. С. Рахилло был приобретён Русским музеем с выставки АХРР. Тот же музей приобрёл и его барельеф крестьянина. Скульптуры Матвея Листопада «Гребцы» и «Купальщица» стали объектами обсуждения художественной критики.
В 1930 году Матвей Листопад выполнил рельефы для фасада глазного корпуса Тульской городской больницы № 2 (совместно со скульпторами З. Р. Либерманом, Д. П. Шварцем, Л. А. Кардашовым, А. И. Тенетой; архитектор К. Н. Яковлев). В 1931 году скульптор принимал участие в конкурсе проектов памятника бойцам ОКДВА в Даурии. Эту работу искусствовед А. В. Бакушинский называл самой неудачной из всех представленных: «художник дал нерасчленённую архитектурно и неразработанную скульптурно массу — „столп“, с очень сбивчивым и неясным содержанием». Он был автором проекта памятника В. И. Ленину для Ленинградской гавани (совместно с Л. К. Ивановским и Г. А. Шульцем). Выполнил фонтан для Тулы (1932) и группу «Мать с ребёнком» для фонтана на Макеевском заводе (1933). В 1933 году на выставке «15 лет РККА» экспонировался барельеф Матвея Листопада «Ворошиловский субботник в колхозе» (был установлен в московском ЦДКА, не сохранился).
В своём творчестве Матвей Листопад тяготел к монументализму, его скульптуры были рассчитаны на открытое пространство. В скульптурах «Физкультурник-стрелок» и «Физкультурник с мячом», несмотря на выразительность образов, по оценке Анатолия Вендта, «чувствуется робость в трактовке формы, мало выразительна композиция, отдельные атрибуты … не скомпонованы с формой». В скульптуре «Шахтёр» автор обошёлся без преувеличений и показал типичного советского рабочего с волевым лицом и сильной фигурой, стоящего в непринуждённой позе.
Принимал участие в оформлении одной из станций Московского метрополитена (1934), выполнил трёхфигурную композицию для стадиона «Электрик» в Черкизово (1934). В 1935 году в Туле на площади Челюскинцев был установлен памятник «Труду и обороне», изображающий красноармейца с винтовкой (скульпторы М. Ф. Листопад, С. Н. Попов и А. И. Тенета; демонтирован в 1989 году). В 1936 году М. Ф. Листопад в соавторстве с С. Н. Поповым выполнил бронзовый памятник В. И. Ленину в городе Шахты. В 1937 году по проекту тех же скульпторов был установлен памятник Ленину в Тамбове. Для здания Северного речного вокзала в Москве выполнил скульптуры «Колхозник-северянин» и «Колхозница-южанка», стоящие соответственно с северной и южной стороны. В этих работах, по мнению Анатолия Вендта, видно стремление Листопада к поиску простого и мужественного образа.
В 1938 году Матвей Листопад изготовил трёхметровую статую И. В. Сталина. В 1939 году принимал участие в скульптурном оформлении ВСХВ (скульптуры «Колхозник», «Колхозница», «Доярка», «Донской казак»). Принимал участие в оформлении павильонов СССР на Всемирных выставках 1937 года в Париже и 1939 года в Нью-Йорке.
В 1946 году на Калужской фабрике художественного фонда СССР был налажен массовый выпуск бюстов И. В. Сталина работы Матвея Листопада. В 1947 году завершил работу над статуей И. В. Сталина. Он запечатлел вождя мудрым, спокойным и уверенным. В том же 1947 году выполнил статую А. С. Щербакова. В 1948 году выполнил для МГУ портреты М. В. Ломоносова и Д. И. Менделеева. В 1957 году в Нальчике был открыт монумент «Навеки с Россией» (бронза, гранит, песчаник), выполненный Матвеем Листопадом совместно со скульптором С. О. Махтиным и архитектором В. К. Олтаржевским.
В 1958 году по проекту Матвея Листопада были установлены памятники В. И. Ленину в Ярославле (архитектор В. Ф. Маров), Балашихе (архитектор А. К. Ростковский) и Сибае. В 1959 году Управление скульптуры Мосгорисполкома приобрело скульптуру В. И. Ленина работы М. Ф. Листопада высотой около 2,5 м для установки в новом парке в Москве на Бутырском хуторе (ныне Гончаровский парк). Площадку и постамент для скульптуры выполнили архитекторы М. А. Фирсов и А. Н. Афанасьев. 5 ноября 1968 года памятник был торжественно открыт.
Как писатель вынашивает своих героев, так и я ношу в мыслях и в сердце образ Ильича. Я живу этим образом. Я поставил перед собой задачу огромной ответственности. Я мечтаю воплотить в скульптуре мудрость и величие Ленина, его простоту и обаяние.Матвей Листопад
Работы Матвея Листопада находятся в собраниях Русского музея в Санкт-Петербурге, Центрального музей Вооружённых сил в Москве, Государственного музея изобразительных искусств Республики Татарстан в Казани и других музеев.

## Семья
- Жена — Нина Павловна Дюкина
  - Дочь — Надежда Матвеевна Смурова (род. 1932) — востоковед, специалист по литературе Индонезии
    - Внук — Сергей Александрович Смуров (род. 1957) — скульптор, Заслуженный художник Российской Федерации[9]